# Comté de Kinmen

Jinmen et Lieyu (en bas à gauche de la carte), Wuqiu (en haute à droite).

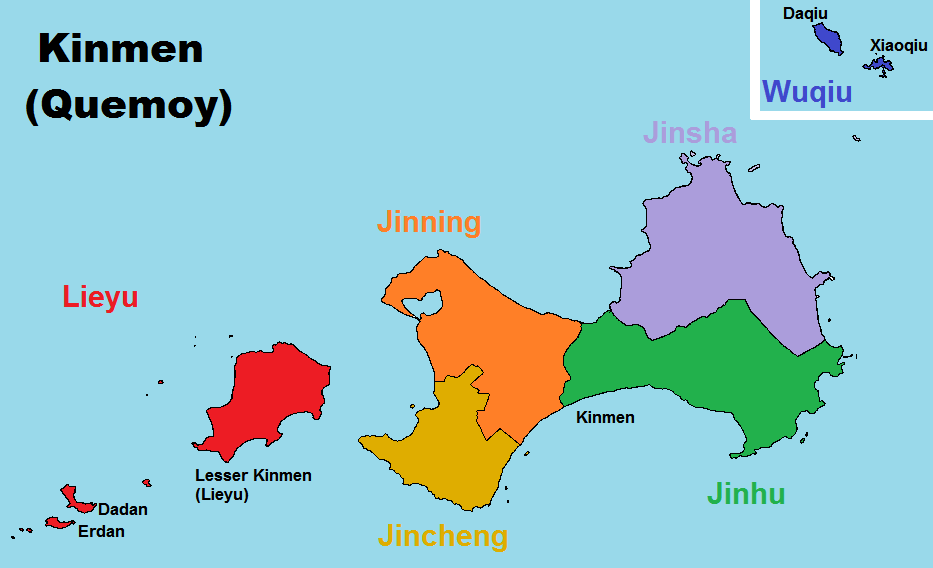
Les six communes de Jinmen, Lieyu et Wuqiu.

Le comté de Kinmen (金門縣) est un comté de la province du Fujian au sein de la République de Chine (Taïwan), formée essentiellement par l'île de Kinmen, ainsi que par deux archipels environnant. Sa capitale est la ville de Jincheng (en).
La superficie du comté représente 153,011 km2 pour une population totale de 141 965 habitants.

## Subdivisions administratives
Quatre communes se situent sur l'île de Jinmen elle-même :
- Jincheng (en) (金城鎮, Jīnchéng, « ville dorée ») ;
- Jinsha (金沙鎮, Jīnshā, « sable doré ») ;
- Jinhu (金湖鎮, Jīnhú, « lac doré ») ;
- Jinning (金寧鄉, Jīnníng, « tranquillité dorée »).

Les deux autres communes sont instaurés dans des archipels plus ou moins proches, mais dépendant également du comté :
- Lieyu (烈嶼鄉, Lièyǔ, « îlots héroïques »), situé à l'ouest de l'île ;
- Wuqiu (烏坵鄉, Wūqiū, « mont noir »), se trouvant à 120 km plus au nord-est de Jinmen.